# Trichomalopsis lasiocampae
Trichomalopsis lasiocampae är en stekelart som först beskrevs av Graham 1969.  Trichomalopsis lasiocampae ingår i släktet Trichomalopsis och familjen puppglanssteklar. Inga underarter finns listade i Catalogue of Life.